# Olizy-Primat
 Olizy-Primat  là một xã ở tỉnh Ardennes, thuộc vùng Grand Est ở phía bắc nước Pháp.